# Camilla Mikkelsen
Camilla Hornbech Mikkelsen (født 20. november 1990 i Viborg) er en dansk håndboldspiller, der spiller for Viborg Håndboldklub som højre fløj.

## Klubhold
Hun begyndte som 5-årig at spille håndbold i Viborg-klubben Overlund GF. Som juniorspiller skiftede hun til Viborg Håndboldklub, og spillede på klubbens junior- og ynglingehold ligesom hun gik på Viborg HK College. I 2007 kom hun i spillertruppen på klubbens bedste hold i Damehåndboldligaen.
I sommeren 2009 skiftede hun til SK Aarhus på en 2-årig kontrakt. Allerede året efter vendte hun tilbage til Viborg HK, da hun i sommeren 2010 underskrev en 2-årig kontrakt med klubben.

## Landshold
Camilla Mikkelsen fik debut på ynglingelandsholdet 14. april 2006 og spillede frem til 2008 34 kampe og scorede 49 mål. Hun kom med på ungdomslandsholdet og debuterede 16. oktober 2008 og Mikkelsen nåede i alt at blive noteret for 16 kampe og 40 mål for U-holdet.